# Четыре комнаты
«Четы́ре ко́мнаты» (англ. Four Rooms) — художественный фильм, состоящий из четырёх эпизодов, происходящих примерно в одно время, снятых разными режиссёрами и объединённых общим героем — портье Тедом (Тим Рот).

## Сюжет

### Пролог — Сэм уходит на пенсию
В канун Нового года Сэм, ночной портье отеля «Монсеньор», собирается навсегда покинуть место, которому отдал 50 лет своей жизни. Он даёт напутствия своему преемнику, молодому Теодору (или Теду), временно нанятому на замену, советуя держаться подальше от «полуночников, детей, шлюх и разборок между супругами» (то есть от всего того, с чем ему предстоит встретиться в течение новогодней ночи).

### Люкс для новобрачных — «Недостающий ингредиент»
Сценарист и режиссёр — Эллисон Андерс.
В самом начале своего новогоднего дежурства Тед невольно попадает в люкс для новобрачных, где происходит шабаш самых настоящих ведьм. Их цель — приготовить зелье, чтобы снять заклятие, превратившее 40 лет назад их развратную богиню, Диану, в камень. Каждая ведьма бросает компонент в котёл в течение ритуала; впрочем, недостающий компонент — сперма, и Еве (одной из ведьм) дают задание совратить Тедди, чтобы их план мог воплотиться. Для этого ей нужно одно — заняться сексом прямо на алтаре. Ритуал удаётся, и статуя в фонтане номера превращается в сексапильную блондинку, коей и является Диана.

### Комната 409 (404) — «Не тот человек»
Сценарист и режиссёр — Александр Рокуэлл.
Воодушевлённый «приятным началом» своего дежурства, Тед отвечает согласием на вызов принести лёд на вечеринку, однако вызвавшие его молодые люди не помнят ни этаж, ни номер комнаты. Из-за этого он ошибается комнатой. Тедди оказывается в комнате под номером 409 (из-за отсутствия номера на двери он подумал, что это № 404), где оказывается в ситуации заложника в ролевой игре между супружеской парой, Зигфридом и Анджелой. Теда неожиданно называют Теодором и принимают в игру (считая, что Тед — нанятый мужской эскорт), в то же время Тед, считая ситуацию реальной из-за встречи с Анджелой у бассейна ранее, не торопится разобраться в истинной сути дела. В этой комнате с ним случаются всякие неожиданности: в разгар «игры» у Зигфрида случается «приступ», и тот требует нитроглицерин, но Тед, ничего не найдя в аптечке, вылезает через окно в ванной наружу, пытаясь сбежать, но на него рвёт одного из тех, кто просил его принести лёд (становится понятно, что ошибка была не только в номере комнаты, но и в этаже). Теду удаётся выбраться из ситуации, только когда Анджела начинает «оскорблять» мужа разными прозвищами его «детородного органа». Когда Тед выходит из комнаты, в неё заходит другой человек, очевидно, также перепутавший комнаты, и всё начинается сначала.
В роли жены выступает Дженнифер Билс, которая на тот момент являлась женой Рокуэлла. Мужа играет Дэвид Провэл.

### Комната 309 — «Нарушители спокойствия»
Сценарист и режиссёр — Роберт Родригес.
Едва оправившись от предыдущего вызова, Тед принимает вызов от брутального мексиканского гангстера, который планирует встретить Новый год вместе с любящей женой и двумя своими детьми (дочь и сын), но внезапно меняет решение: дети остаются в номере с телевизором и на попечение коридорного, чтобы муж с супругой смогли отдохнуть как следует. В результате напряжённого торга гангстер и Тед останавливаются на сумме в $500 за услугу. Заодно строгий отец даёт своим детям суровое наставление, перечисляя, чего им категорически нельзя делать.
Дети остаются одни, и им становится скучно. Чтобы хоть как-то себя развлечь, дети пытаются использовать в своих интересах долг Теда и его страх перед их отцом, постоянно вызывая его в номер по телефону. Они откупоривают шампанское, переключая пробкой телевизор на эротический канал, по которому идёт сцена из короткометражного фильма Роберта Родригеса «Bedhead», а после находят шприц в тумбочке и используют его для игры в импровизированный дартс. Также дети всё время чувствуют, что что-то в комнате воняет. Тед, ничего не подозревая, входит в комнату, видит буйствующих детей и применяет меры: он мажет им веки ментоловой мазью, говоря: «Ваш отец не доверяет няням, я его не осуждаю. Моя няня, чтобы я заснул, мазала мне веки этой мазью. Когда я один раз открыл глаза, я почувствовал дикое жжение. Так что лежите спокойно». Девочка догадалась смыть мазь. Дети продолжают веселиться и находят источник вони — это полуразложившийся труп убитой проститутки под матрасом. Они вызывают Теда, тот сломя голову бежит к детям в номер, так как на пороге гостиницы уже появились родители, а точнее весьма раздражённый гангстер, несущий пьяную супругу под мышкой. Поднявшись в номер и обнаружив труп, Тед в панике звонит в полицию, сообщая о «мёртвой шлюхе». За бранные слова девочка втыкает шприц в ногу портье.
В следующий момент открывается дверь номера. Муж, несущий на руках вдрызг пьяную жену, застаёт на пороге комнаты следующую картину: застывшие в страхе дети с занесённой, как для удара, бутылкой спиртного и с сигаретой во рту, за их спиной половина номера в огне (комната загорелась из-за разлитого спиртного и брошенного окурка); Тед, только что вытащивший шприц из ноги и другой рукой держащий полувытянутый из кровати труп. Картину дополняет случайно включённый стриптиз по телевизору и включившиеся из-за пожара опрыскиватели системы пожаротушения на потолке. Муж роняет жену на пол и задаёт лишь вопрос: «Они не шалили?»

### Интерлюдия — «Моё чёртово дежурство окончено!»
Тед возвращается на ресепшен, усталый и злой от произошедшего с ним за последние пару часов. Достав общегородской телефон, он звонит своей «патронессе» Бетти — собственно, администратору отеля, которая наняла его на новогоднее дежурство, чтобы самой отдохнуть в праздник. Пока Бетти лежит без сознания в своей квартире, близ неё сидят ещё три обкуренные девицы, играющие в «Rambo III». Одной из них, Маргарет, Тед изливает душу, рассказывая о том, как его «оттрахал целый шабаш ведьм», а после «один псих, под дулом пистолета, заставил играть в психосексуальные игры с его женой». Когда же трубку берёт Бетти, Тед говорит, что после того, как «спиногрызы тыкающего в него пальцами латинского бандита сожгли номер с шлюхой в матрасе и шприцем в ляжке заразили его одному-Богу-известно-чем», его «чёртово дежурство» окончено, то есть он увольняется досрочно. В это время их прерывает звонок из пентхауса, и Бетти умоляет его ответить на вызов, так как в былые времена отель «Монсеньор» был местом, куда съезжалась вся голливудская богема, и после неблагоприятных 1980-х постоялец пентхауса режиссёр Честер Раш может вновь вернуть отелю былую славу. Тед с неохотой соглашается.

### Пентхаус — «Человек из Голливуда»
Сценарист и режиссёр — Квентин Тарантино.
Тед прибывает в пентхаус с бечёвкой, гвоздями, разделочной доской, ведром льда, тесаком и двумя блюдами с едой — пончиком и бутербродом с мидиями. Пропустив двух бегущих к лифту голых девиц, Тед видит в дверях Анджелу, принявшую ванну после близости с одним из друзей. На вопрос о Зигфриде она отвечает, что тот «не просохнет до следующего Рождества».
Честер Раш оказывается невероятно дружелюбен к Теду, угощает его дорогим шампанским (постоянно упоминая, что это Cristal) и представляет его друзьям — Норману, кричащему Теду: «Посыльный!» — и Лео, постоянно нервно разговаривающему по телефону, пытаясь уладить конфликт с женой, а в конце начавшему крушить всё на своём пути.
После того, как Честер знакомит Теда со всеми, он предлагает ему участие в игре, описанной в рассказе «Человек с Юга» Роальда Даля, при этом сами участники игры ссылаются на одноимённый эпизод 5 сезона телесериала-антологии 1950-х «Альфред Хичкок представляет». Друг Честера, Норман, ставит свой мизинец против машины Честера на то, что сможет зажечь зажигалку «Zippo» 10 раз подряд без осечек. Поскольку никто из друзей не решается взять на себя роль «палача», эту роль предлагают Теду.
Тед отказывается от участия и уже практически выходит из пентхауса, но в последнюю секунду его останавливают слова Честера Раша: «А деньги?!» Режиссёр уверяет Теда, что любое его решение не повлияет на отношение присутствующих к портье, но если он уделит им всего одну минуту, то сможет «послать их по адресу», обогатившись на целых 100 долларов. Тед соглашается, и за минуту Честер произносит длинный красочный монолог, в ходе которого повышает гонорар за отведённую Теду роль палача со ста до тысячи долларов. На это Тед соглашается.
Зажигалка даёт осечку с первого раза, и Тед мгновенно одной рукой опускает тесак на палец Нормана, одновременно с этим ловким движением другой руки сгребает пачку денег и под крики и суету также невозмутимо покидает апартаменты, чувствуя при этом, что карма вознаградила его за безумие, которое ему обеспечили за одно ночное дежурство четыре комнаты. Отрубленный палец остаётся на разделочной доске, Норман вопит от боли. Друзья в суматохе бросают отрубленный палец в ведро со льдом и бегут с ним к лифту, чтобы найти 1 января в 5:30 утра доктора, который смог бы пришить Норману палец, а Анджела невозмутимо возвращается в свой номер по лестнице.

## В ролях
- Тим Рот — Тед, портье

### Эпизод «Недостающий ингредиент»
- Сэмми Дэвис — Изабель
- Аманда де Кадене — Диана
- Валерия Голино — Атена
- Мадонна — Элспет
- Айони Скай — Ева
- Лили Тейлор — Рэйвен
- Алисия Уитт — Кива

### Эпизод «Не тот человек»
- Дженнифер Билс — Анджела
- Дэвид Провэл — Зигфрид

### Эпизод «Нарушители спокойствия»
- Антонио Бандерас — Мужчина
- Лана Маккиссак — Сара
- Патрисия Вонне — труп
- Тэмлин Томита — Жена
- Дэнни Вердуццо — Джуанчо
- Сальма Хайек — девушка, танцовщица в телепрограмме

### Эпизод «Пентхаус — Человек из Голливуда»
- Квентин Тарантино — Честер Раш
- Брюс Уиллис — Лео (не указан в титрах)
- Пол Кальдерон — Норман
- Дженнифер Билс — Анджела

### Также в ролях
- Лоуренс Бендер (длинноволосый пьяница, спрашивающий про лёд)
- Кэти Гриффин (Бетти)
- Куинн Томас Килерман (ребёнок коридорного)
- Марк Лоуренс (Сэм, коридорный)
- Анрали Джули Макклин (левая рыжеволосая)
- Лаура Раш (правая рыжеволосая)
- Паул Скемп (настоящий Теодор)
- Мариса Томей (Маргарет)
- Кимберли Блейр (пьяница)
- Рассел Восслер

## Факты
- В эпизоде «Нарушители спокойствия» дети звонят в комнату со случайным номером. Мальчик говорит: «Четыре… ноль… девять». Звонок попадает в комнату из эпизода «Не тот человек».
- Пытаясь сбежать из номера во втором эпизоде через окно, Тед застревает. Из окна этажом выше выглядывает мужчина, звонивший по поводу льда[1]. Увидев портье, он произносит: «Лёд!», после чего его стошнит на Теда (то есть вечеринка была на пятом этаже).
- В роли трупа в эпизоде «Нарушители спокойствия» Родригес снял свою сестру, Патрисию Вонне.
- В эпизоде «Человек из Голливуда» разыгрывается автомобиль «Шевроле Малибу» 1964 года. Такая машина принадлежала Квентину Тарантино (режиссёру данного эпизода), и была украдена во время съемок фильма «Криминальное чтиво»[2][3].
- В эпизоде «Человек из Голливуда», который длится 21 минуту, 193 раза произносится слово «fuck»[1][3].
- Изначально фильм должен был получить название «Пять комнат», но ещё до начала съемок было решено убрать один эпизод.
- Мадонна была настолько недовольна тем, как выглядела в фильме, что наотрез отказалась участвовать в промоушен-акциях фильма, несмотря на то, что это было оговорено в её контракте. Поэтому на постерах и обложке диска у Мадонны рыжие волосы — с ними (в отличие от платиновой блондинки в фильме) она себе нравилась.
- Имени Брюса Уиллиса нет в титрах, потому что он снимался без гонорара: согласно правилам Гильдии киноактеров, артисты не имеют права сниматься бесплатно[4].

### «Strange brew»
В этой версии фильм имеет определённые отличия:
- Управляющая долго уговаривает Тэда остаться в рождественскую ночь на дежурство, мотивируя это тем, что ей «надо расслабиться». Особое внимание Теда она заостряет на клиенте из пентхауса. В релизе эта сцена вырезана.
- В эпизоде «Люкс для новобрачных — Недостающий ингредиент» у ведьм ничего не выходит, и они решают повторить шабаш на следующий год.
- «Комната 404 — Не тот человек»: альтернативная концовка — женщина скидывает верёвки и стреляет в пол, после чего Зигфрид падает в обморок. Тед, не веря, что это была игра, думает, что Энжела по настоящему застрелила Зигфрида, но та успокаивает его, сказав: «Сейчас тебе придётся побеспокоиться только о наших соседях снизу, со мной будет всё в порядке», — и, отдав ему все оставшиеся патроны и гильзу, уходит из номера.